# Makrofitowy Indeks Stanu Ekologicznego

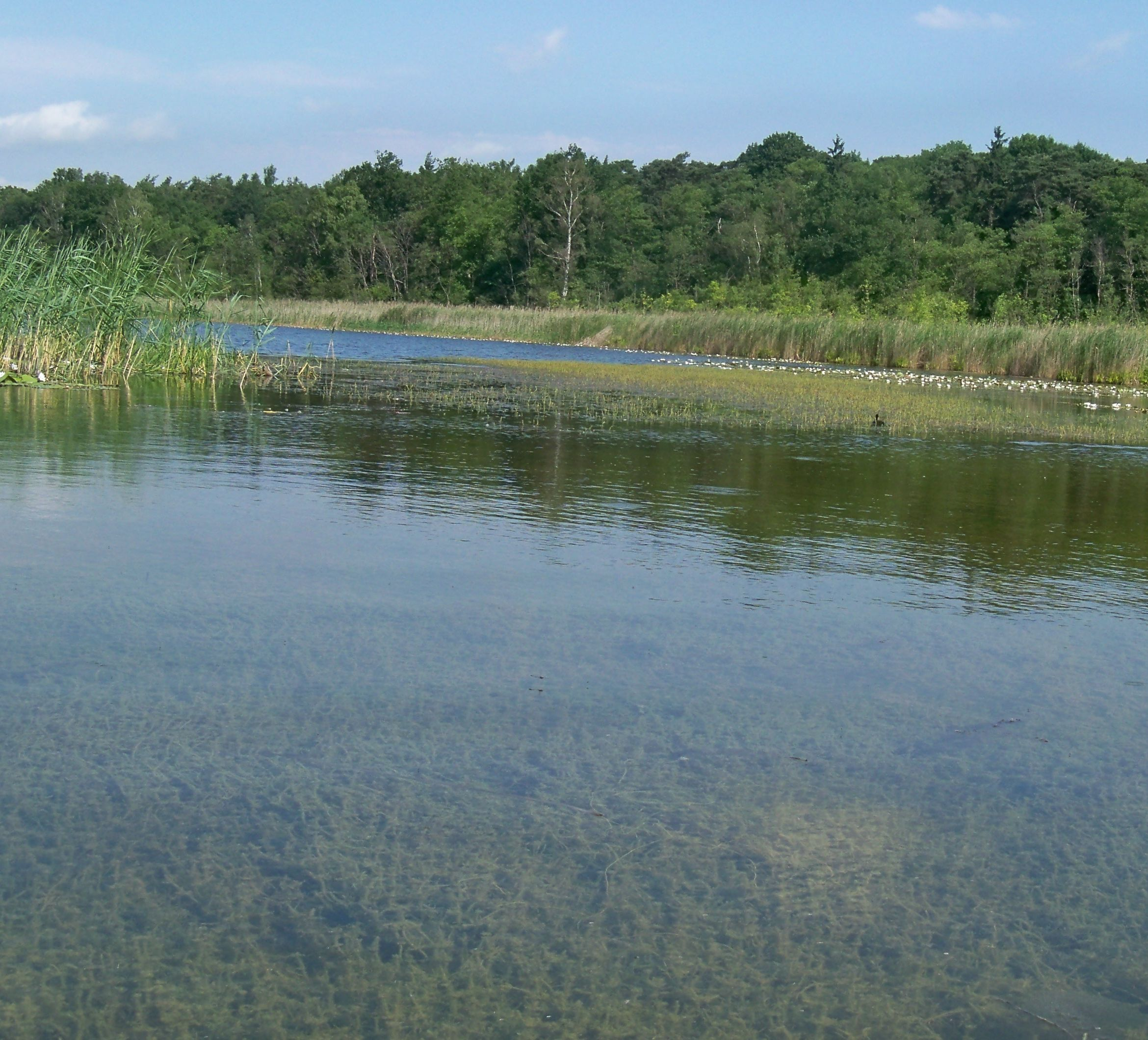
Różne zbiorowiska roślinne jeziora

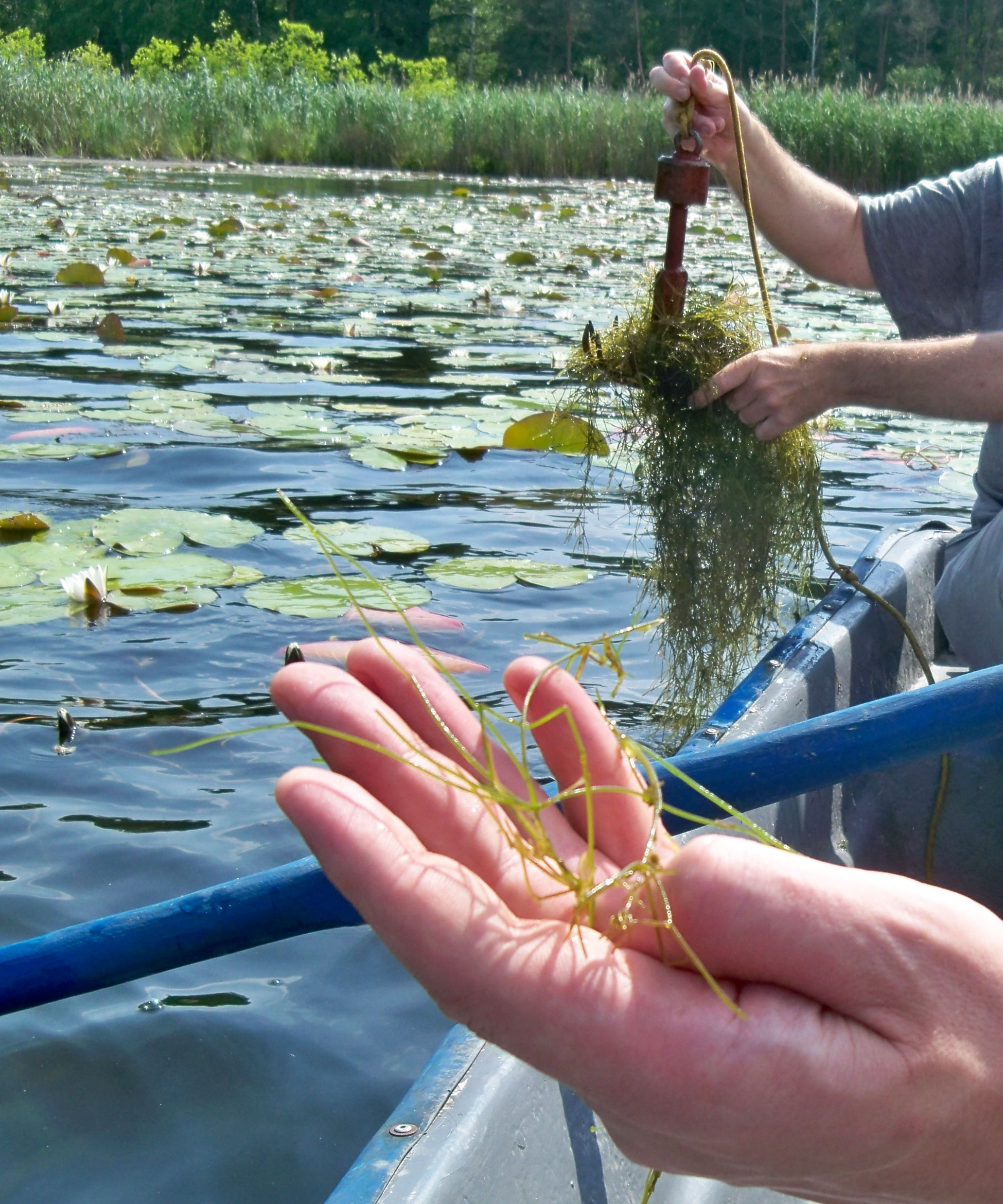
Badanie składu gatunkowego roślinności wodnej jeziora – wyciąganie roślin kotwiczką makrofitową

Makrofitowy Indeks Stanu Ekologicznego, Makrofitowy Wskaźnik Stanu Ekologicznego, ((ang.) Ecological State Macrophyte Index – ESMI) – jeden z biologicznych wskaźników jakości wód stosowany w biomonitoringu śródlądowych wód stojących, opracowywany na podstawie występowania zbiorowisk roślin wodnych, których bogactwo jest miarą stanu ekologicznego. Wskaźnikiem stosowanym do oceny śródlądowych wód płynących opartym na występowaniu makrofitów jest Makrofitowy Indeks Rzeczny. Głównymi twórczyniami metody oceny jezior na podstawie wskaźnika ESMI są Hanna Ciecierska i Agnieszka Kolada, a u jego podstawy leży metoda makrofitoindykacji opracowana przez Mariana Rejewskiego, która określa bioróżnorodność na poziomie zbiorowisk roślinnych fitolitoralu tworzonych przez makrofity.

## Sposób wyznaczania
W celu jego wyznaczenia analizuje się roślinność występującą wzdłuż wyznaczonych w jeziorze transektów o szerokości 20–30 m. Liczba wyznaczonych transektów zależna jest od długości linii brzegowej i powierzchni jeziora. Badania wykonuje się w pełni sezonu wegetacyjnego, najlepiej od połowy czerwca do połowy września.
ESMI przyjmuje wartości od 0 (jeziora o maksymalnie zdegradowanej roślinności) do 1 (jeziora o roślinności najbardziej zbliżonej do idealnej), a początkowo obliczało się go według następującego wzoru:
{\displaystyle \mathrm {ESMI} \;=\;1-\exp {\frac {-H\cdot Z}{H_{max}}}}
Wskaźnik w tej postaci jest wystarczająco dobry dla oceny jezior głębokich, gdzie głębokość zasiedlenia roślin zależy przede wszystkim od przezroczystości wody, a więc pośrednio od stopnia eutrofizacji. Tymczasem w jeziorach płytkich rośliny teoretycznie mogłyby rosnąć głębiej niż wynosi maksymalna głębokość samego jeziora, przez co tak liczony wskaźnik obniżałby rzeczywistą ocenę. W związku z tym wprowadzono kolejną wersję wzoru:
{\displaystyle \mathrm {ESMI} \;=\;1-\exp(-{{\frac {H}{H_{max}}}\cdot Z\cdot \exp({\frac {N}{P}}}))}
gdzie:
H – wskaźnik zróżnicowania fitocenotycznego
Hmax – maksymalne zróżnicowanie fitocenotyczne
Z – wskaźnik zasiedlenia
N – całkowita powierzchnia fitolitoralu (100%)
P – powierzchnia jeziora (km²)
Poszczególne składniki równań wyznacza się w następujący sposób:
{\displaystyle \mathrm {H} \;=\;-{\sum \limits _{i=1}^{n}{\frac {n_{i}}{N}}\cdot \ln {\frac {n_{i}}{N}}}}
gdzie:
ni – średnie pokrycie zbiorowiska roślinnego i w obrębie fitolitoralu (średnia arytmetyczna jego pokrycia na poszczególnych transektach) (%)
Wskaźnik zróżnicowania fitocenotycznego H jest modyfikacją wskaźnika Shannona.
{\displaystyle \mathrm {Z} \;=\;{\frac {N}{izob.2.5}}}
gdzie:
izob. 2.5 – powierzchnia jeziora ograniczona izobatą 2,5 m (ha)
{\displaystyle \mathrm {H_{max}} \;=\;\ln S}
gdzie:
S – liczba zbiorowisk roślinnych w fitolitoralu
Wskaźnik H jest najniższy w jeziorach oligotroficznych i politroficznych, najwyższy zaś w mezotroficznych. Wskaźnik Z spada wraz z eutrofizacją jeziora.

## ESMI a klasy jakości wód
Wartości ESMI rozgraniczające klasy jakości wód, według Rozporządzenia Ministra Środowiska z dnia 20 sierpnia 2008 r. w sprawie sposobu klasyfikacji stanu jednolitych części wód powierzchniowych, są przyjmowane różnie w zależności od rodzaju jeziora i obecnie dotyczą jedynie jezior ramienicowych w szerokim ujęciu, tj. jezior z wodą o stosunkowo dużej zawartości wapnia, niezależnie od tego, czy obecnie występują w nich kalcyfilne ramienice.
- Dla jezior ramienicowych głębokich:

| Klasa czystości | Dolna granica wartości ESMI |
| --------------- | --------------------------- |
| klasa I         | 0,680                       |
| klasa II        | 0,340                       |
| klasa III       | 0,170                       |
| klasa IV        | 0,090                       |
| klasa V         | -                           |
- Dla jezior ramienicowych płytkich:

| Klasa czystości | Dolna granica wartości ESMI |
| --------------- | --------------------------- |
| klasa I         | 0,680                       |
| klasa II        | 0,270                       |
| klasa III       | 0,110                       |
| klasa IV        | 0,050                       |
| klasa V         | -                           |
W wyniku ćwiczenia interkalibracyjnego prowadzonego między krajami, które przyjęły ramową dyrektywę wodną okazało się, że wartości graniczne dla klas gorszych niż pierwsza należy zaostrzyć granice wskaźnika. W tej sytuacji stracił sens różnych wartości granicznych dla jezior o różnej stratyfikacji i ujednolicono je. Nowe wartości wprowadzono do odpowiedniego rozporządzenia w roku 2014.
| Klasa czystości | Dolna granica wartości ESMI |
| --------------- | --------------------------- |
| klasa I         | 0,680                       |
| klasa II        | 0,410                       |
| klasa III       | 0,205                       |
| klasa IV        | 0,070                       |
| klasa V         | -                           |
Metoda oceny jakości wód na podstawie wskaźnika ESMI może w niektórych przypadkach dawać ocenę zbyt niską lub zbyt wysoką. W związku z czym jej autorzy zaproponowali, aby w przypadku występowania w jeziorze łąk ramienicowych na znacznym obszarze, podnieść ocenę jeziora o jedną klasę i przeciwnie, gdy udział zbiorowisk zdominowanych przez niektóre gatunki typowe dla wód zeutrofizowanych (rogatek sztywny, rogatek krótkoszyjkowy, moczarka kanadyjska, rdestnica grzebieniasta, rdestnica szczeciolistna) przekracza ¾ pokrycia fitolitoralu, klasę obniżyć. Jeżeli natomiast całe jezioro (o wielkości powyżej 50 ha) jest pokryte szuwarem, wtedy stan ekologiczny jeziora powinien być, niezależnie od wartości ESMI, oceniony jako zły. Uwagi te zostały uwzględnione w postaci przypisów do wskaźnika w Rozporządzeniu Ministra Środowiska z dnia 22 października 2014 r. w sprawie sposobu klasyfikacji stanu jednolitych części wód powierzchniowych.

## Stosowanie wskaźnika
Makrofitowy Indeks Stanu Ekologicznego jest jednym ze wskaźników stosowanych w klasyfikacji i monitoringu stanu jakości naturalnych zbiorników wodnych przyjętych przez polskie Ministerstwo Środowiska. W państwowym monitoringu środowiska stosuje się metodę z jego użyciem od roku 2007, a pilotażowo od 2002. Metoda ta została również uznana za obowiązującą dla Polski decyzją Komisji Europejskiej z dnia 20 września 2013 r. ustanawiającą, na podstawie dyrektywy 2000/60/WE Parlamentu Europejskiego i Rady, wartości liczbowe do celów klasyfikacji w systemach monitorowania państw członkowskich będące wynikiem ćwiczenia interkalibracyjnego, i uchylającą decyzję 2008/915/WE.
Twórcy wskaźnika ESMI uznali, że jego podstawowa wersja nie nadaje się do oceny jezior lobeliowych oraz jezior przymorskich charakteryzujących się specyficzną roślinnością. Zauważyli również, że może zaniżać ocenę jezior rynnowych o stromych stokach, gdzie fitolitoral jest węższy niż byłby w jeziorach o tym samym stanie ekologicznym, ale o łagodnych stokach. Ocena stanu ekologicznego jezior z użyciem Makrofitowego Indeksu Stanu Ekologicznego pozwala na oszacowanie wpływu presji takich jak eutrofizacja, generalna degradacja, zanieczyszczenie substancjami organicznymi i przekształcenia strefy brzegowej. Wskaźnik ESMI koreluje ze stanem troficznym jeziora. Najsilniej koreluje z jedną z jego miar, czyli widzialnością krążka Secchiego (im lepsza widzialność, tym wyższy wskaźnik), nieco słabiej z zawartością związków azotu i fosforu (im większa zawartość, tym niższy wskaźnik).
W ocenie stanu ekologicznego jezior w województwie warmińsko-mazurskim wykonanej na podstawie badań w latach 2011–2016 wskaźnik ESMI wykorzystano dla 27 zbiorników. Stan bardzo dobry uzyskały 2 jeziora, stan dobry – 12, stan umiarkowany – 12, stan słaby – jedno, a żadne nie uzyskało oceny złej. W województwie lubuskim w ocenie za okres 2013-2015 stan bardzo dobry uzyskało 15 jezior, stan dobry – 17, stan umiarkowany – 10, stan słaby – 5, a stan zły – 6.